# Иваницкий, Алексей Михайлович (фотограф)
Алексе́й Миха́йлович Ивани́цкий (1854, Белгород — 1920, усадьба Багреевка) — российский фотохудожник конца XIX — начала XX веков, действительный член Русского фотографического общества (с 1905), награждён медалями российских и международных фотовыставок. Широкую известность получил после серии фотографий с места крушения императорского поезда Александра III 17 (29) октября 1888 года у станции Борки под Харьковом.

## Биография

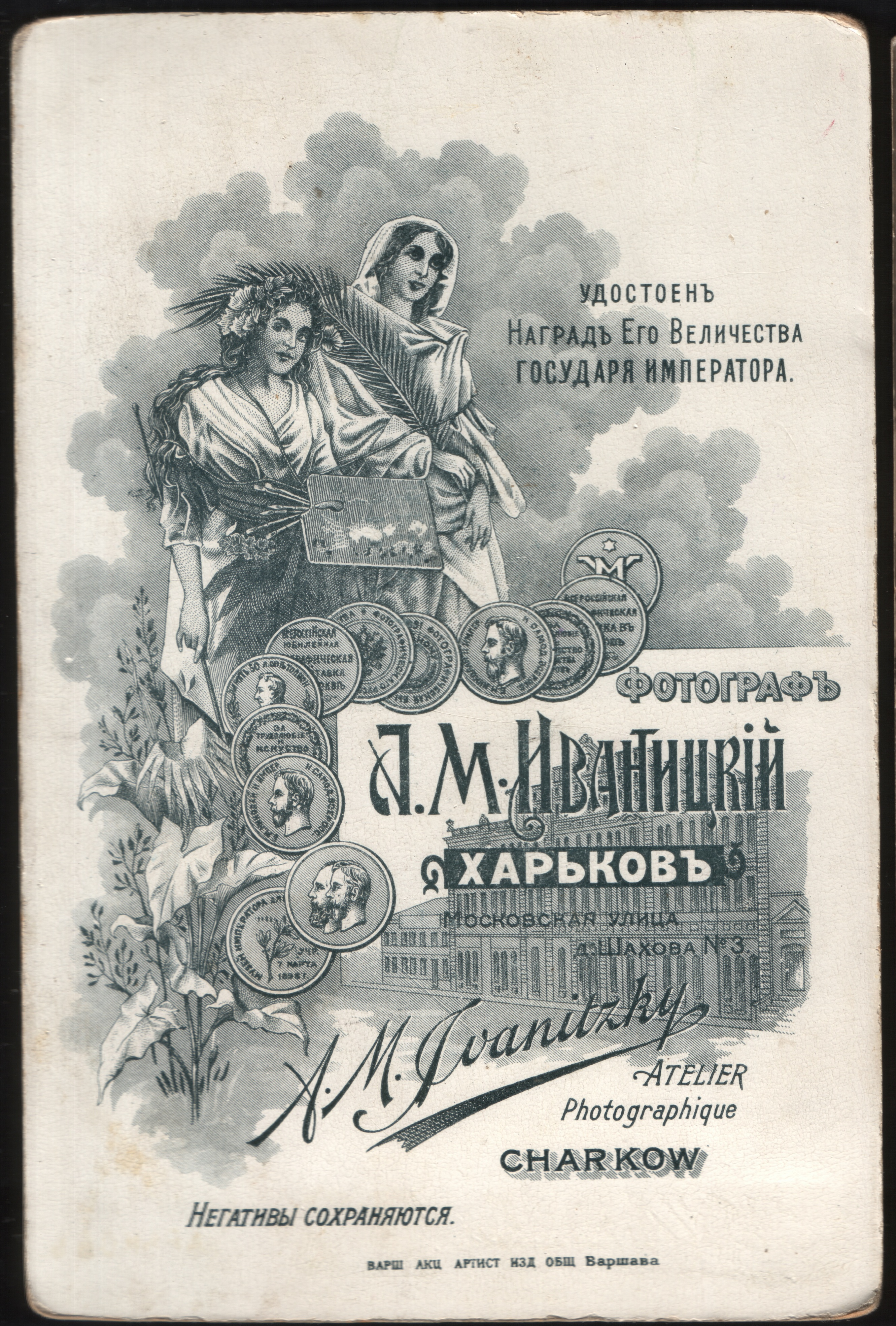
Оборот паспарту фотографий А. М. Иваницкого

Алексей Михайлович Иваницкий родился в 1854 году в городе Белгороде Курской губернии в семье потомственного дворянина, отставного майора Михаила Николаевича Иваницкого. Алексей рано остался без родителей, и заботы о нём взяла на себя сестра Ангелина, которая жила в Харькове. Учился во 2-й харьковской гимназии, но после 4-го класса вынужден был оставить учёбу и самостоятельно зарабатывать на жизнь. Алексей Михайлович поступил на работу учеником в харьковское фотоателье Юлиуса Глентцнера. Уже в юношеские годы у него проявились незаурядный талант фотохудожника и деловые качества предпринимателя. В 1882 он выкупил харьковскую и белгородскую фотомастерские Ю. Глентцнера и получил разрешение на открытие фотоателье.
В 1884 году А. М. Иваницкий вместе с художником С. И. Васильковским, с которым подружился в гимназии, и историком — этнографом Д. И. Яворницким совершил поездку по местам, где в XV—XVIII веках находилась Запорожская Сечь. В 1928 году Д. И. Яворницкий опубликовал альбом «Днепровские пороги», помещенные в котором без указания авторства фотографии, по мнению ряда источников, принадлежат А. М. Иваницкому.
В 1888 году Алексей Михайлович сделал серию фотографий с места крушения вблизи станции Борки, под Харьковом, поезда, на котором из Крыма в Санкт-Петербург возвращался император Александр III с семьёй. В 1889 году А. М. Иваницкий передал Русскому музею Императора Александра III в Санкт-Петербурге альбом с десятью фотографиями из цикла «Крушение Царского поезда» и церемонии освящения храма Христа — Спасителя в селе Борки. Репортаж высоко оценил Александр III. Он пожаловал фотографу перстень с бриллиантами и участок 25 десятин земли вблизи города Змиёва на берегу Северского Донца, где впоследствии был построен дом с мезонином. В доме Иваницких у села Гайдары Змиевского уезда бывали многие знаменитости: Ф. И. Шаляпин, С. И. Васильковский, Н. С. Самокиш, З. Е. Серебрякова.
Как фотокорреспондент А. М. Иваницкий освещал события с участием царской семьи: посещение императором Александром III Спасова Скита 11 мая 1893 года, пребывание Александра III в Борках 20 августа 1898 года в связи с 10-летием чудесного спасения царской семьи, манёвры и парад в Курске с участием императора Николая II 1 сентября 1902 года.
Широко известны фотографии А. М. Иваницкого знаменитых писателей, артистов, других знаковых персон того времени, например, А. П. Чехова, А. М. Горького, Ф. И. Шаляпина, В. Ф. Комиссаржевской, А. Н. Бекетова. Алексей Михайлович Иваницкий, по мнению ряда источников, один из лучших украинских фотографов XIX столетия, прекрасный фоторепортёр. Известен как автор почтовых открыток. Его работы отличают высокое качество исполнения, тщательный подход к мельчайшим деталям композиции снимков. Он создавал портретные фотографии большого формата, которые сам расписывал маслом. Алексей Михайлович одним из первых стал применять методы фотомонтажа, создавать коллажи при изготовлении фотоальбомов.
Известен как автор и издатель серий открыток с видами Белгорода, фотографиями театральных деятелей. Был фотокорреспондентом газеты «Южный край». Являлся членом Харьковского литературно-художественного кружка, в котором был казначеем.
Летом 1919 года жена и дочь А. М. Иваницкого отдыхали в Мисхоре в Крыму. В начале осени Алексей Михайлович поехал забрать семью, но не смог добраться до Мисхора. Он устроился на работу в фотографию Симферополя, по-видимому, в надежде позже встретиться с родными. С ноября 1920 года, после окончательного установления советской власти на территории Крыма, начался так называемый красный террор — физическое уничтожение «классовых врагов». Алексей Михайлович был арестован и по решению чрезвычайной тройки ударной группы управления особых отделов Юго-Западного фронта расстрелян (по списку под номером 257) 7 декабря 1920 года в усадьбе Багреевка (пригород Ялты). Резолюция одного из членов чрезвычайной тройки Э. Удриса на анкете А. М. Иваницкого, заполненной им в декабре 1920 года в Симферопольской тюрьме: «Дворянин, бежал из Харькова. Расстрелять».

## Семья
Алексей Михайлович был женат на Анастасии Васильевне Гладкой (1852—1942) — внучке Осипа Михайловича Гладкого, последнего кошевого атамана Задунайской Сечи. В семье было четверо детей: сыновья Вадим (1880—1945) и Александр (1890—1973) и дочери Зинаида (1884—1967) и Нина (1887—1983). Вадим был женат дважды. От первого брака с Евгенией Евгеньевной Головинской (1881—1943) он имел двух дочерей: Христину (1905—1965) и Ирину (1914—1998). Во втором браке с Ниной Геннадиевной Плесской родился сын Петр (1921—1983). Александр был женат на Евгении Николаевне Павловой. У них было двое детей: Ирина (1926—1981) и Алексей (1928—2015). Старшая дочь Зинаида была замужем за Яковом Ивановичем Ковригой. У них родились дочь Татьяна (1903) и сын Игорь (1904—1954). Дочь Нина была замужем за Михаилом Николаевичем Греченовским. Детей они не имели. Все фотографии семьи, помещенные ниже, сделаны в фотоателье А.М. Иваницкого.

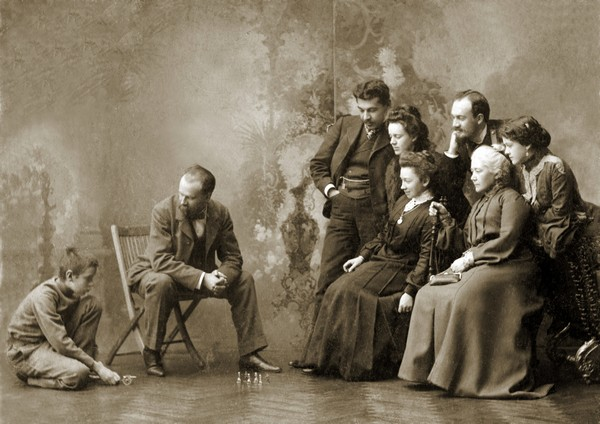
Семья Иваницких: Александр Алексеевич, Алексей Михайлович, Яков Иванович Коврига (муж Зинаиды), Зинаида Алексеевна, Евгения Евгеньевна (урожд. Головинская, первая жена Вадима), Вадим Алексеевич, Анастасия Васильевна (урожд. Гладкая), Нина Алексеевна. (1899)
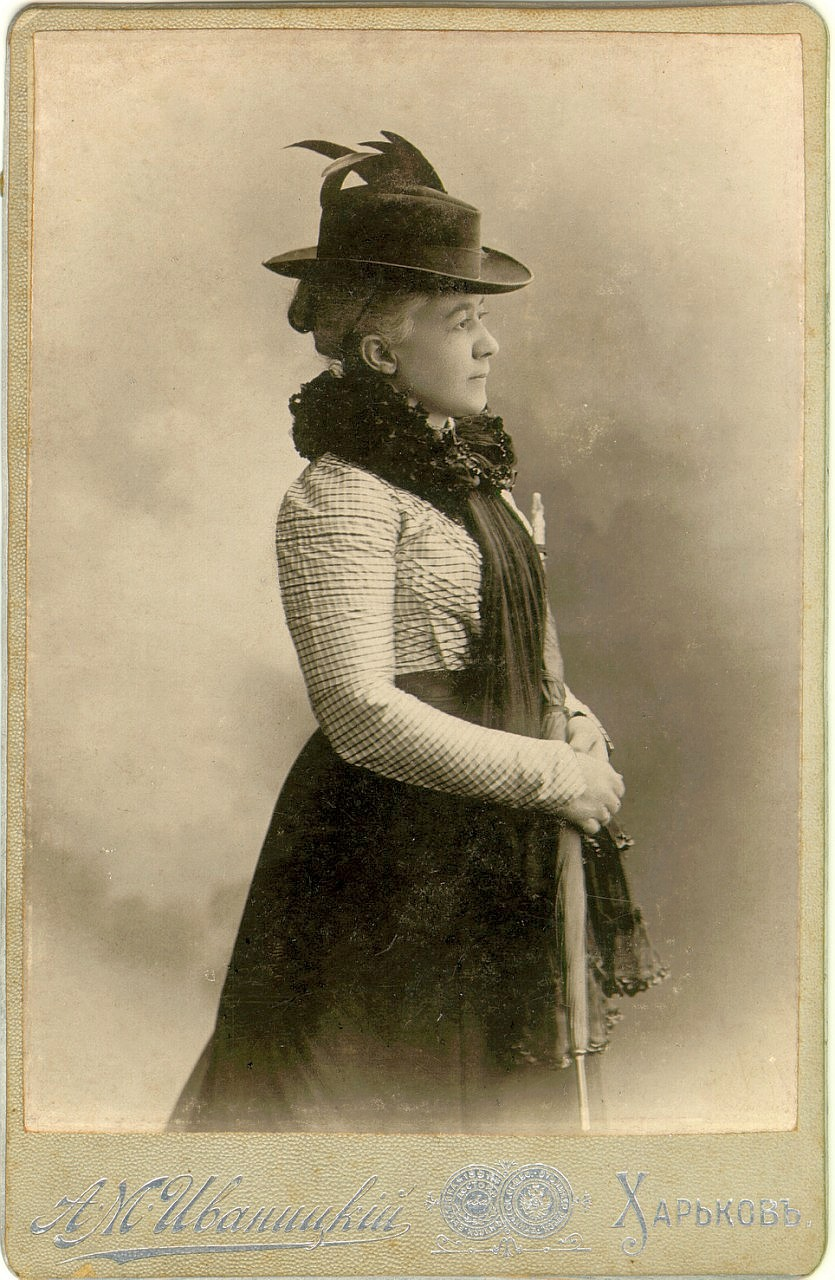
Анастасия Васильевна Иваницкая (Гладкая)
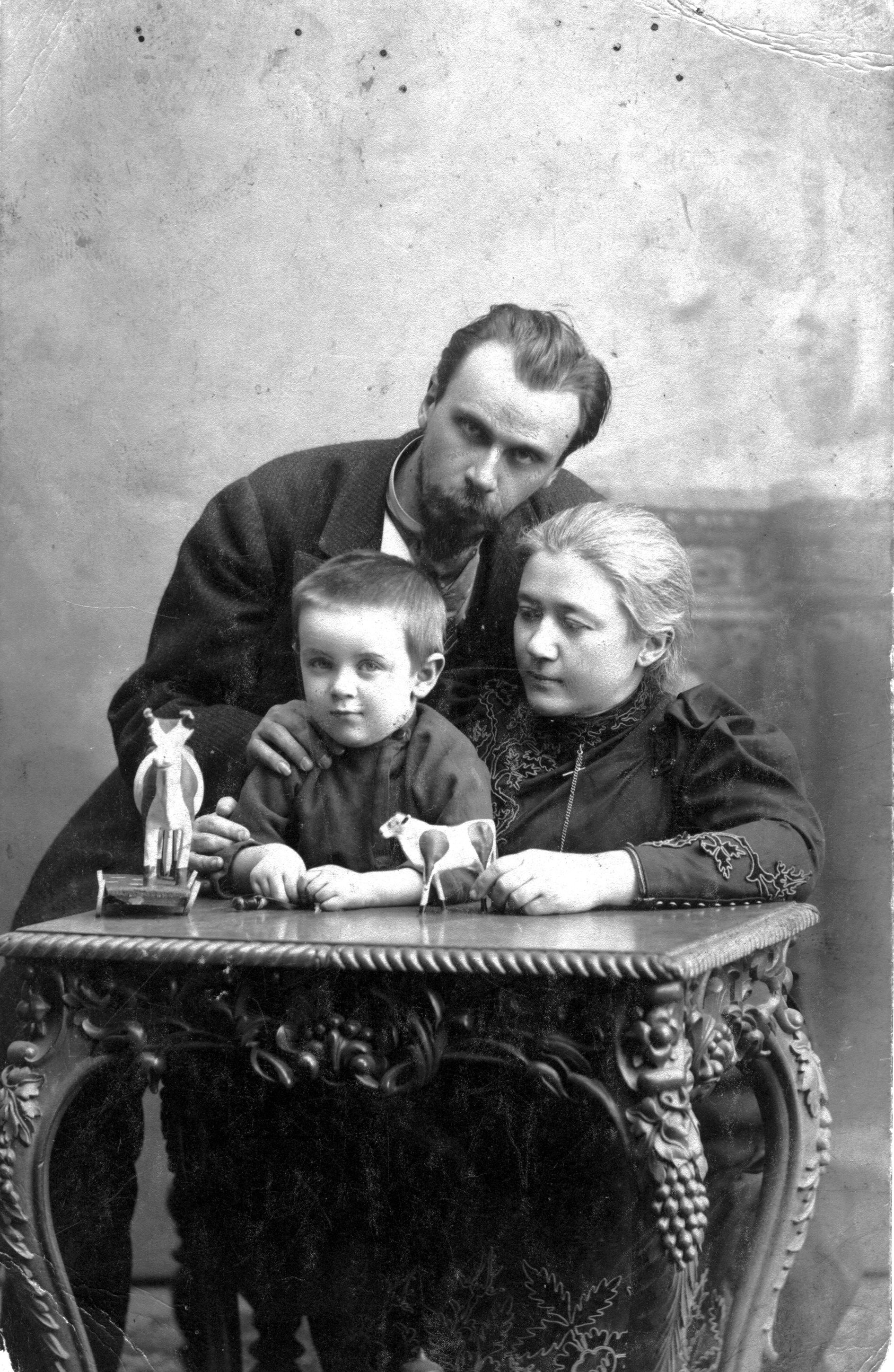
Алексей Михайлович и Анастасия Васильевна Иваницкие с сыном Александром
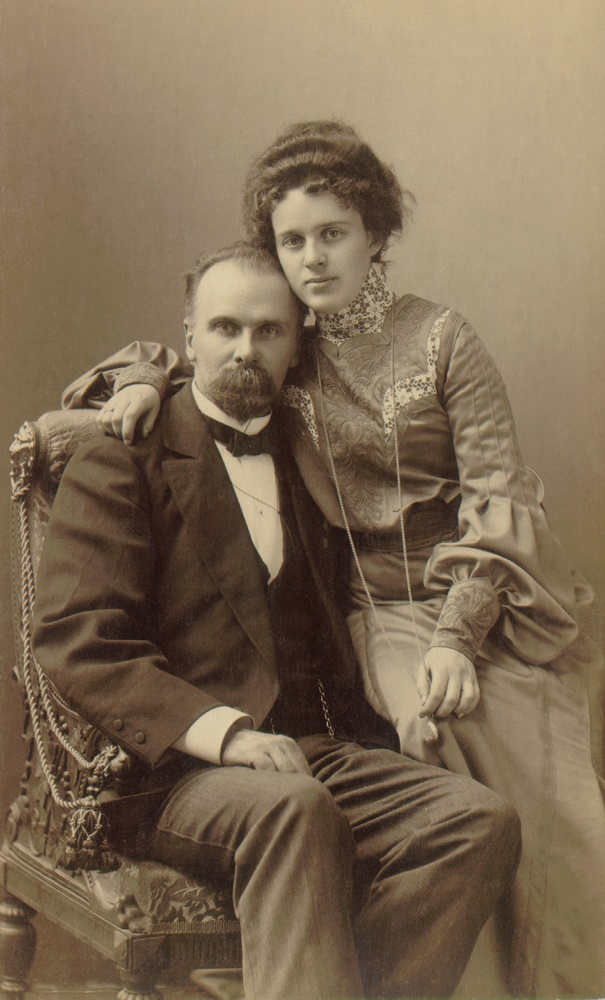
Алексей Михайлович с дочерью Зинаидой
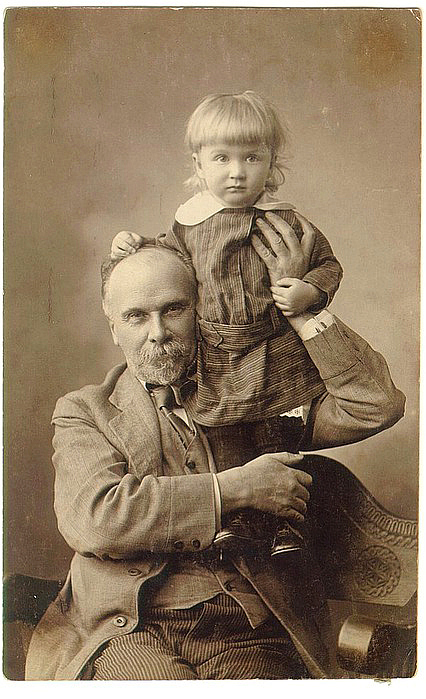
Алексей Михайлович Иваницкий с внучкой Ириной Вадимовной
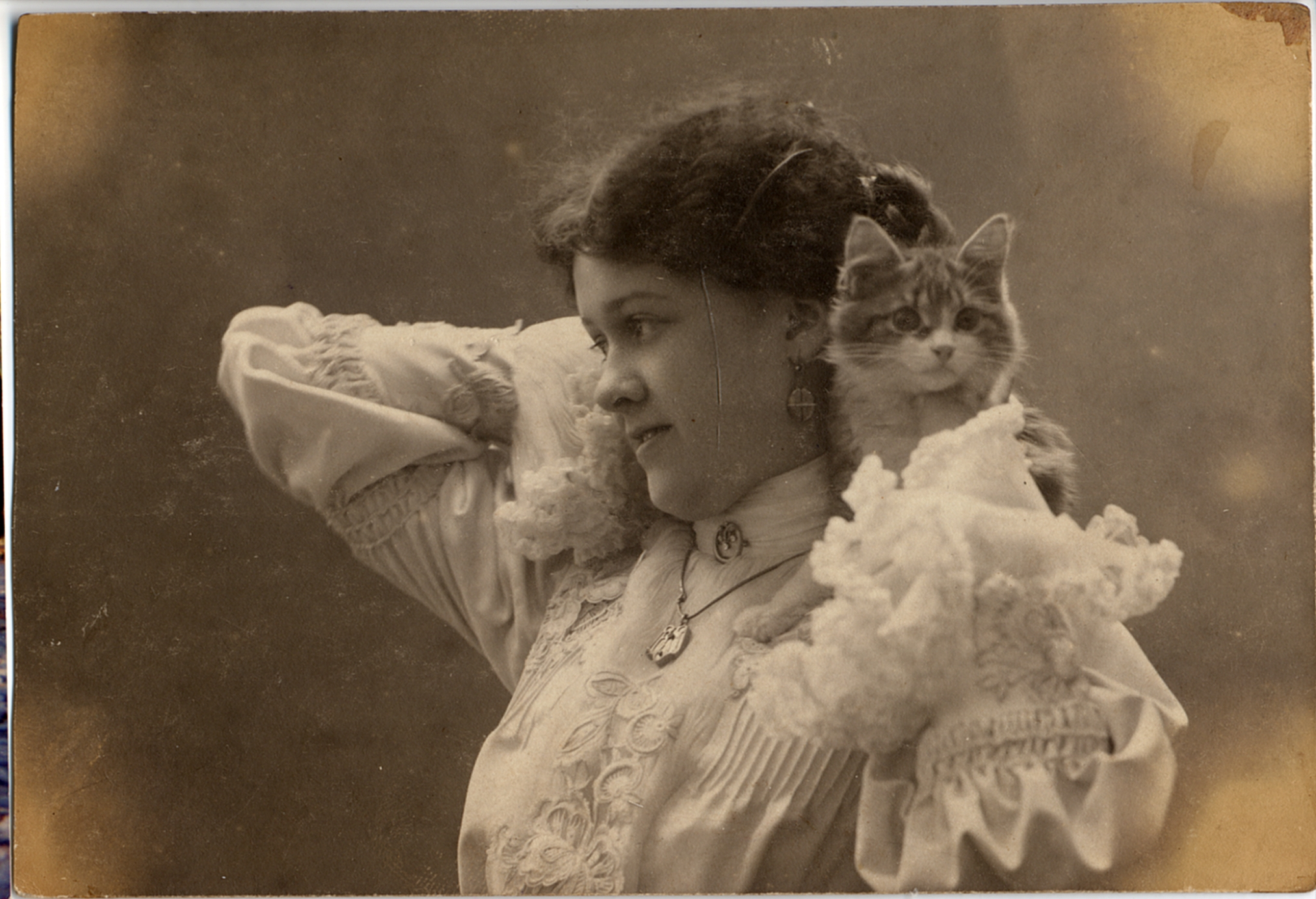
Нина Алексеевна Иваницкая
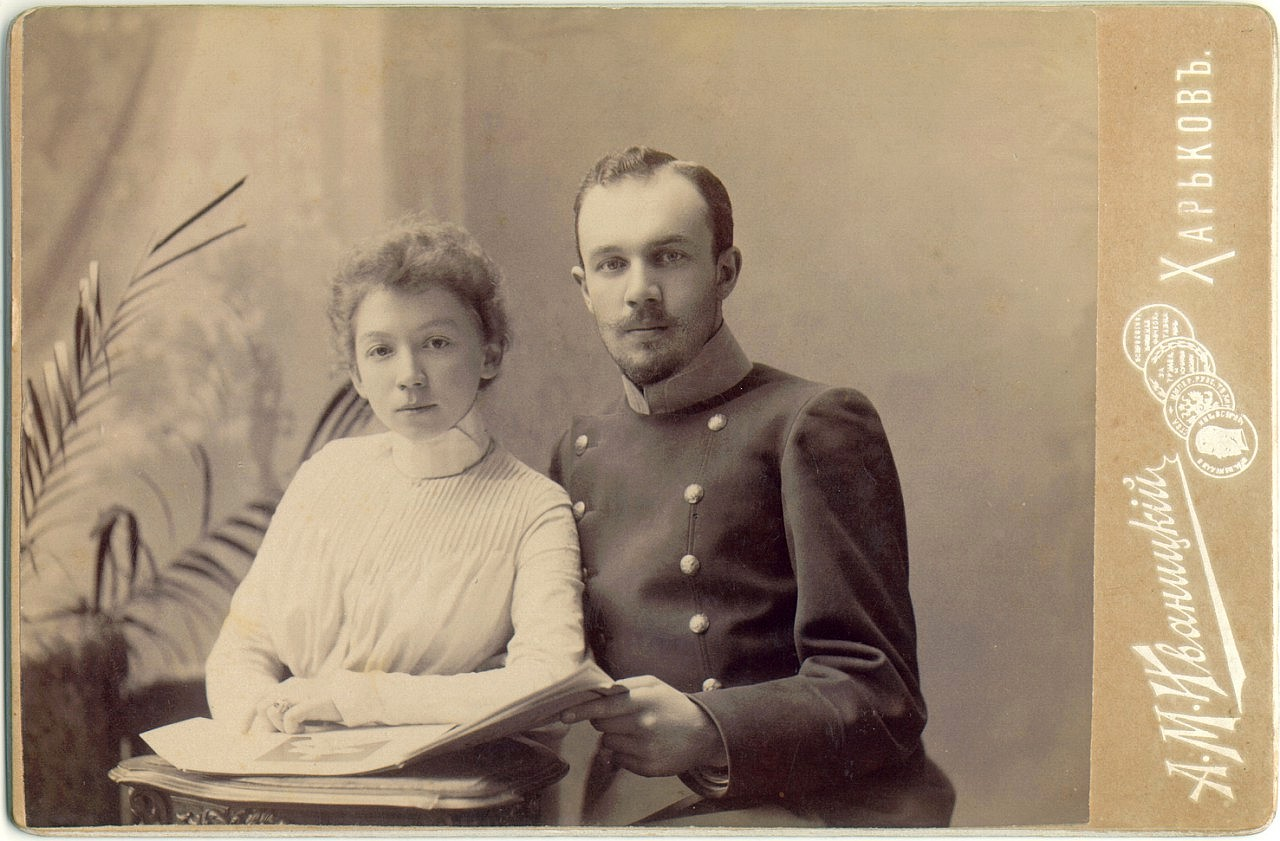
Вадим Алексеевич Иваницкий с первой женой Евгенией Евгеньевной Головинской
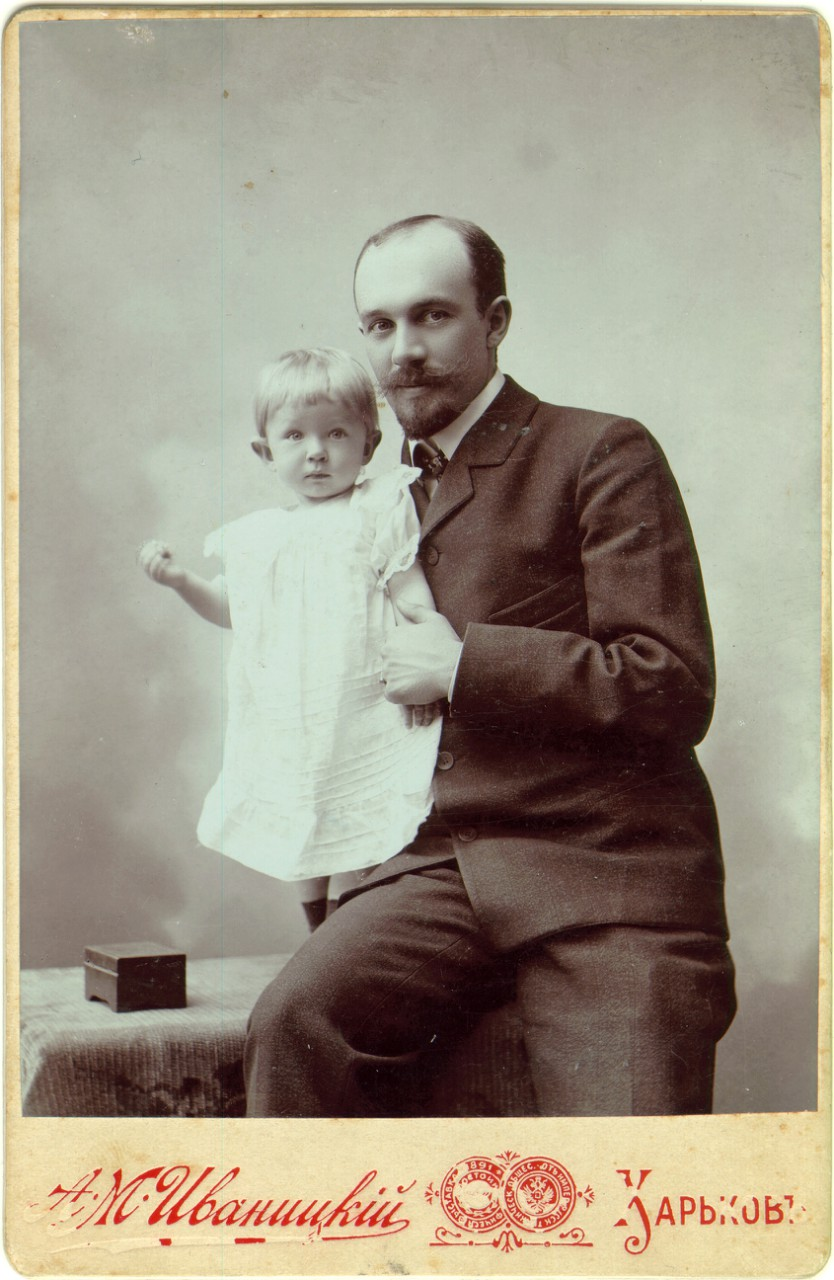
Вадим Алексеевич Иваницкий с дочерью Христиной
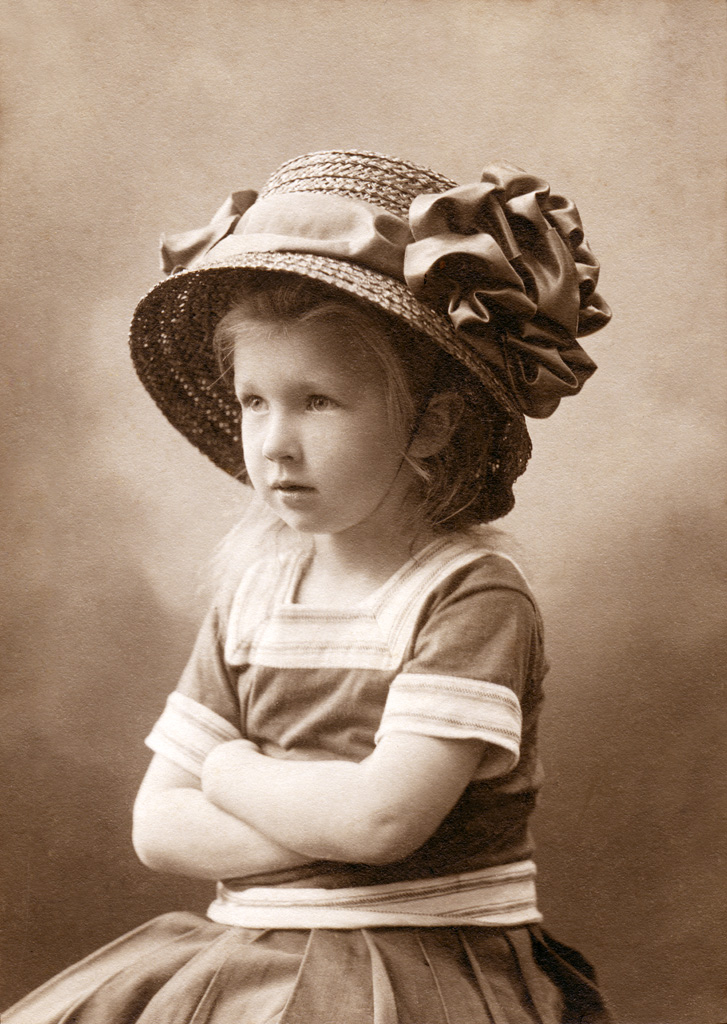
Христина Вадимовна Иваницкая (1911)
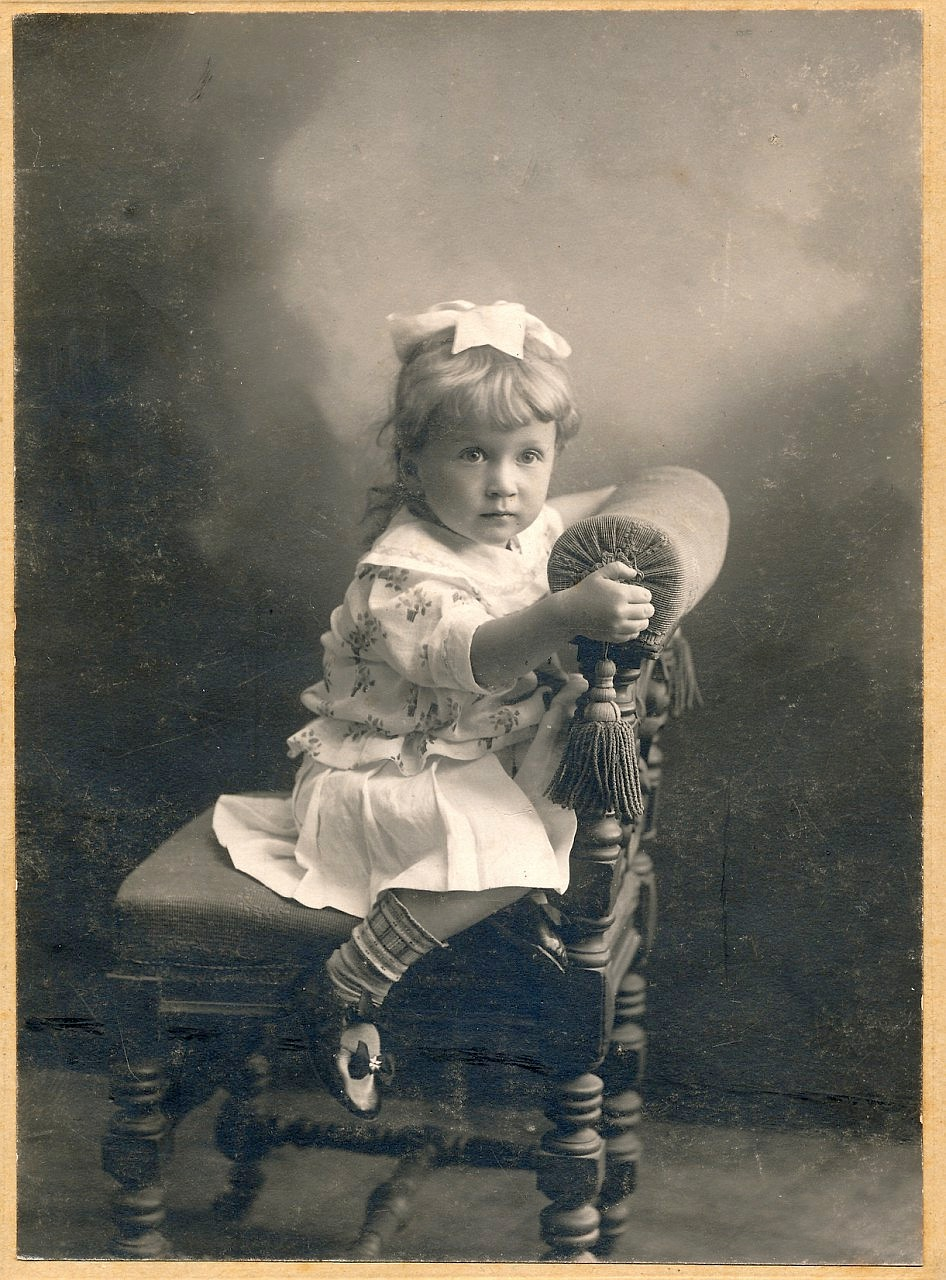
Ирина Вадимовна Иваницкая
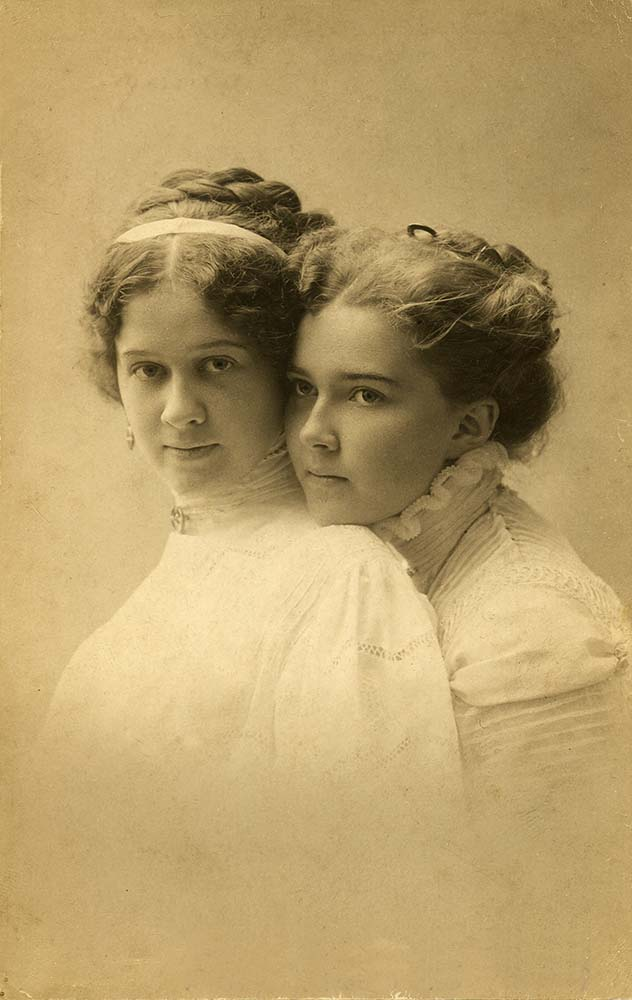
Нина Иваницкая с двоюродной сестрой Надеждой Цыганковой

## Награды
- Золотая медаль Всероссийской выставки в Харькове (1888) — за серию из 16 фотографий с Харьковской сельскохозяйственной выставки.
- Серебряная медаль в память открытия Русского Музея Императора Александра III — за альбом со снимками события 17 октября 1888 года и освящения на месте крушения Царского поезда храма и часовни.
- Серебряная медаль III фотовыставки Императорского русского технического общества (1891) — за прекрасные диапозитивы.
- 11 августа 1893 г. удостоен Высочайшей награды, перстнем с двумя бриллиантами — за фотографии посещения Императором Александром III Спасова Скита 11 мая 1893 года.
- 8 апреля 1894 г. награждён серебряной медалью Московской IV фотовыставки V отдела Императорского русского технического общества
- Серебряная медаль Московской фотовыставки (1896).
- Большая серебряная медаль Министерства финансов - за прекрасно исполненные портреты на V фотовыставке Императорского русского технического общества (1898).
- 21 сентября 1898 года удостоен Высочайшей награды, золотой перстень с сапфиром, окруженный крупными бриллиантами - за альбом «с замечательно художественно исполненными платинотипиями различных моментов пребывания Его Величества и Государыни Императрицы в Борках» 20 августа 1898 года.
- Серебряная медаль от Русского фотографического общества на Международной художественно — фотографической выставке в Санкт-Петербурге (1903).
- За два альбома фотоснимков манёвров и парада в Курске с участием Императора получил подарок от Николая II — золотые запонки с Императорской Короной, осыпанные бриллиантами и изумрудами в сафьяновом красном футляре, украшенном государственным гербом (1902).
- Удостоен Императорских наград: «За трудолюбие и искусство» — дважды[8][9].

## Память

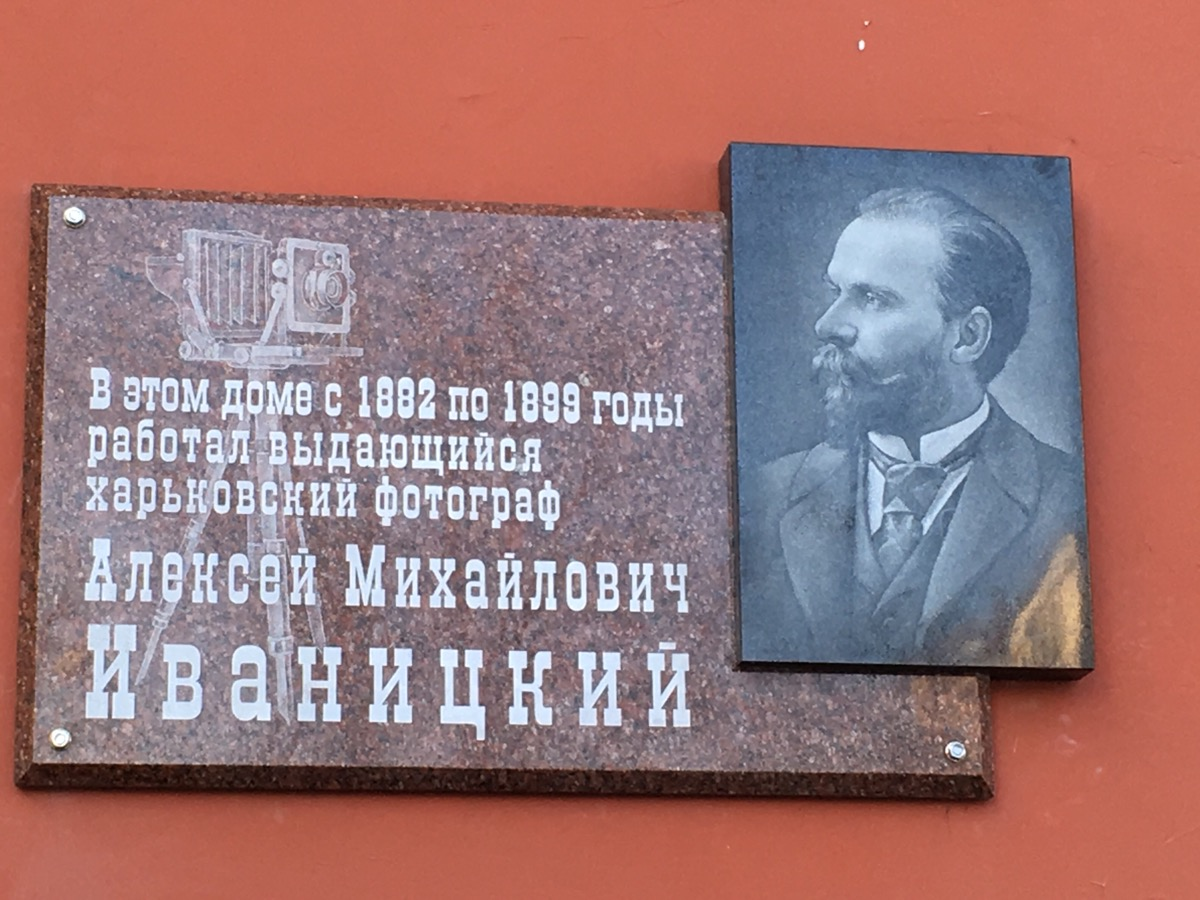

- В Харькове, на доме по улице Полтавский Шлях, 24, где когда-то была мастерская А. М. Иваницкого, установлена мемориальная доска[5].
- Именные стипендии Харьковского облсовета и облгосадминистрации в области культуры и искусства. Стипендия имени Алексея Михайловича Иваницкого в номинации — фотоискусство[14].
- Отдельные работы, выполненные А. М. Иваницким, хранятся в историческом и художественном музеях Харькова, Харьковском областном архиве, Змиевском краеведческом музее[укр.], Художественно-мемориальном музее И. Е. Репина в Чугуеве (оба музея находятся в Харьковской области), Доме-Музее А. П. Чехова в Ялте[1].